# Rufino Casado
Rufino Casado (Madrid, fl. 1852-1880) va ser un pintor i litògraf espanyol.
Fou alumne de la Reial Acadèmia de Belles Arts de San Fernando de Madrid, la qual conserva algunes de les seves obres, entre elles dos dibuixos de la dècada del 1840. Les seves primeres obres van aparèixer en públic a partir de la dècada del 1850 a les exposicions de la mateixa acadèmia. Destaca especialment la seva participació a la Sèrie Cronològica dels Reis d'Espanya del Museu del Prado, a la qual va contribuir amb els retrats de Vamba, Beremund III i Ramir II, dels quals només es conserva el de Ramir II.
Posteriorment va dedicar-se la litografia. Va ser col·laborador de diverses publicacions i col·leccions de l'època com Blasón de España, Historia de El Escorial, Estado Mayor del ejército español, Iconografía española i La Italia del siglo XIX, a més de il·lustrar algunes biografies com la de Pius IX, escrita per Louis Veuillot, la de Garibaldi, entre d'altres. També va participar en la reproducció del quadre de Els Comuners de Castella, obra d'Antoni Gisbert.